# ロバート・マローン
ロバート・マローン（Robert Malone 1988年2月4日- ）はカリフォルニア州オレンジ出身のアメリカンフットボール選手。ポジションはパンター。

## 経歴
カリフォルニア州リバーサイドで育った。
フレズノ州立大学では2009年に44回のパントで平均45.2ヤード、17回のパントを敵陣20ヤード以内に蹴りこんで、ウェスタン・アスレティック・カンファレンスのファーストチームに選ばれた。また15本のパントは50ヤード以上のもので、最長74ヤードのパントを蹴っている。大学通算では41試合に出場し、120回のパントで5,117ヤード、平均42.6ヤード、20ヤード以内に44回蹴りこんだ。
2010年春、ドラフト外フリーエージェントでジャクソンビル・ジャガーズに入団したがアダム・ポドレシュからポジションを奪えず、トレーニングキャンプ前にカットされた。同年10月13日、クリス・ブライアンの代わりにタンパベイ・バッカニアーズと契約を結んだ。
2011年8月29日、バッカニアーズからカットされた。11月11日、負傷したライアン・ドナヒューの代わりにデトロイト・ライオンズと契約を結んだが、11月15日、解雇されベン・グレアムが代わりに加入した。
2012年5月30日、サンディエゴ・チャージャーズと契約を結んだが、カットされ、9月4日、ニューヨーク・ジェッツに解雇されたT・J・コンリーの代わりに入団した。
2013年9月16日、ジェッツから解雇され、チームはプレシーズンでマローンとポジションを争ったライアン・クイグリーと契約を結んだ。同年12月31日、ワシントン・レッドスキンズとフューチャー契約を結んだ。
2014年のプレシーズンゲームでは6回のパントで平均39.8ヤードを記録した。8月29日の最終ロースターカットでカットされた。同年11月、ニューヨーク・ジャイアンツでワークアウトを行った。
2015年9月1日にジャイアンツからウェイバーされた。